# Res iudicata facit de albo nigrum
La locuzione latina Res iudicata facit de albo nigrum è un brocardo, che è spesso utilizzato per affermare il carattere definitivo di una sentenza passata in giudicato. In italiano può essere tradotta come "la cosa giudicata cambia il bianco in nero". Si può trovare anche in altre forme, tra le quali:
- Res indicata facit de albo nigrum.
- Res iudicata facit de albo nigrum, originem creat, aequat quadrata rotundis, naturalia sanguinis vincula et falsum in verum mutat   ("La cosa giudicata cambia il bianco in nero, crea un punto di partenza, eguaglia le cose quadrate a quelle rotonde, trasforma i vincoli di sangue naturali e il falso in vero").

Nell'ordinamento italiano gli effetti della sentenza passata in giudicato sono descritti dall'art. 2909 c.c., secondo cui  "L'accertamento contenuto nella sentenza passata in giudicato fa stato a ogni effetto tra le parti, i loro eredi o aventi causa" (cosa giudicata in senso sostanziale) e dallart. 324 c.p.c., secondo cui, "Si intende passata in giudicato la sentenza che non è più soggetta né a regolamento di competenza, né ad appello, né a ricorso per cassazione, né a revocazione per i motivi di cui ai numeri 4 e 5 dell'art. 395" (cosa giudicata in senso formale).
L'espressione cosa giudicata sostanziale fa riferimento agli effetti sostanziali del giudicato, ossia alla incontestabilità della decisione su un dato rapporto giuridico tra le parti che hanno partecipato al processo definito con la sentenza passata in giudicato (oltre che tra i loro eredi o aventi causa).
L'espressione cosa giudicata formale, invece, fa riferimento ai suoi effetti processuali, vale a dire all'impossibilità di proporre avverso di essa i mezzi d'impugnazione c.d. ordinari. Avverso la sentenza passata in giudicato, infatti, possono essere proposti solo i mezzi d'impugnazione c.d. straordinari: la revocazione per i motivi di cui ai nn. 1, 2, 3 e 6 dell'art. 395 c.p.c. e l'opposizione di terzo.
Nell'ordinamento italiano, a differenza degli ordinamenti di derivazione anglo-sassone, non vige il principio dello stare decisis, ossia del c.d. precedente vincolante. La sentenza divenuta definitiva crea la cosa giudicata solo limitatamente ai processi aventi oggetto identico (efficacia preclusivo-negativa del giudicato, detta anche regola del ne bis in idem) oppure oggetto dipendente (efficacia positivo-conformativa del giudicato). Un discorso a parte va fatto per l'efficacia persuasiva del precedente, in particolare ove esso sia pronunciato dalla Cassazione: i precedenti, infatti, non vincolano i giudici di merito, ma questi ne tengono spesso conto, posto che le loro decisioni potranno essere impugnate proprio davanti alla Suprema Corte.
A questo proposito, va aggiunto che l'autorevolezza dei precedenti formulati dalla Corte di Cassazione è stata ulteriormente rafforzata dal nuovo articolo 360-bis c.p.c. (introdotto dall'art. 47, comma 1, lett. a) della L. 18 giugno 2009, n. 69), la quale dispone l'inammisibilità del ricorso per cassazione (volto, cioè, al riesame di una sentenza di secondo o, in certi casi, di primo grado), "quando il provvedimento impugnato ha deciso le questioni di diritto in modo conforme alla giurisprudenza della Corte e l'esame dei motivi non offre elementi per confermare o mutare l'orientamento della stessa".  In altri termini, qualora una sentenza definisca una controversia facendo applicazione di un principio di diritto formulato dalla Corte di Cassazione in una propria sentenza (ossia facendo applicazione di un precedente della Suprema Corte), essa è dotata di una particolare "forza": non può essere impugnata con il ricorso per cassazione, a meno che vengano formulate delle argomentazioni tali da convincere la Corte a mutare il proprio orientamento.